# Наш край (газета)
Наш край (не плутати з однойменною політичною партією) — газета Чернігівського району, яка фактично розповсюджується по області. Виходить щотижнево на 16 шпальтах формату B4 українською мовою.

## Історія
Заснована 1930 року. З 1937 року мала назву «Придеснянський колгоспник». З 1961 року — «Шляхом комунізму». У серпні 1991 року мала тимчасову назву «Інформаційний вісник Чернігівського району», а з 12 вересня того ж року колектив вирішив взяти вже сучасну назву «Наш край».
Через створення однойменної політичної партії з 2013 року почали виникати суперечки з партійною газетою щодо назви, тому довелося зробити ребрендинг, змінивши логотип на «НК». Перший номер оновленого дизайну побачив світ 8 березня 2018 року.

## Сучасний стан
У серпні — вересні 2020 року колектив вирішив створити власну малу друкарню, і вже у листопаді газета вийшла в новому форматі — B4. Друкується в одну фарбу (1+1), іноді у дві (обкладинка 2+1).